# X Ambassadors

X Ambassadors (também estilizado XA) é um banda americana de rock alternativo criada em Ithaca, Nova Iorque. Ela é formada atualmente pelo vocalista Sam Harris, tecladista Casey Harris, guitarrista Noah Feldshuh, e pelo baterista Adam Levin. Suas canções mais notáveis incluem "Jungle", "Renegades" e " Unsteady". O álbum de estreia da banda,  VHS, foi lançado em 30 de junho de 2015.
Em uma entrevista com Caitlin White, a banda declarou claramente que suas características musicais são comumente associadas ao rock de bandas indie. Eles referenciaram Incubus e os Red Hot Chili Peppers como inspirações. Estas bandas podem ser ouvidas como influências no som de X Ambassadors.

## Integrantes
- Sam Harris — vocal, guistarra, saxofone (2009–atualmente)
- Casey Harris — piano, teclados, backing vocal (2009–atualmente)
- Noah Feldshuh — guitarra, backing vocal (2009–atualmente)
- Adam Levin — bateria, percussão (2009–atualmente)

## Discografia

### Álbuns de estúdio
- VHS (2015)

### EP's
- Ambassadors (2009)
- Love Songs Drug Songs (2013)
- The Reason (2014)
- The ORION (2019)